# Пенектомія

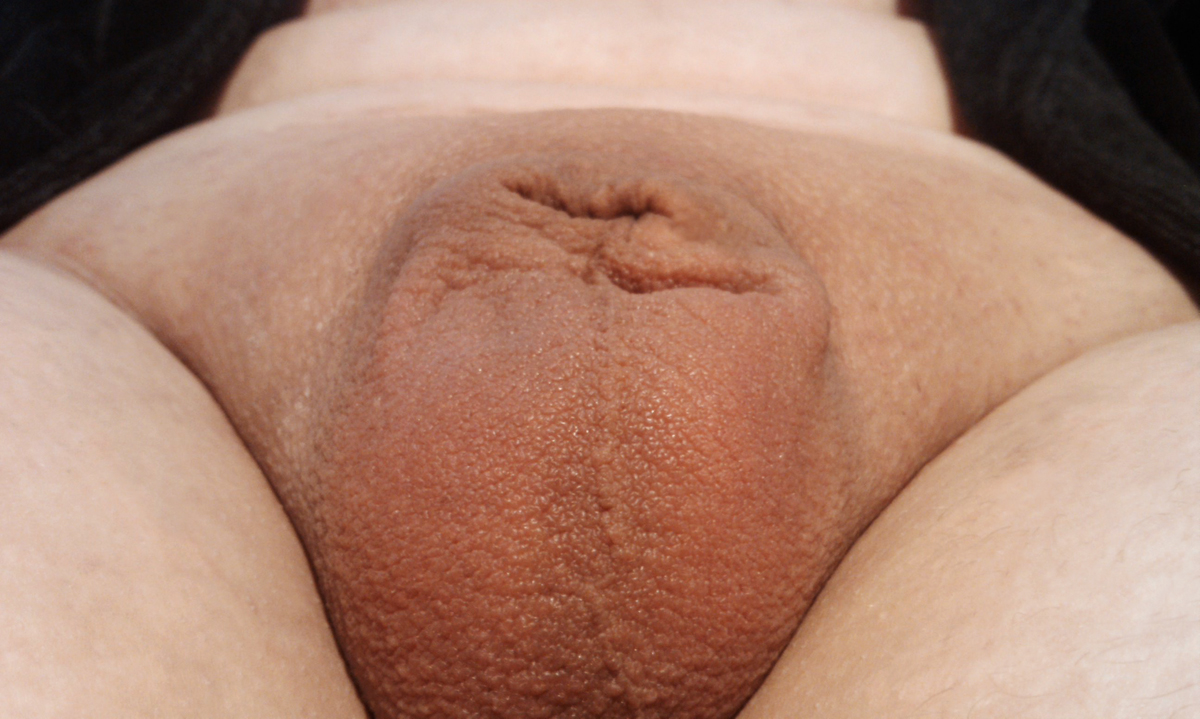
Часткова пенектомія

Пенектомія (пенектомія, лат. Penectomia:  penis  — статевий член; ectomia  — видалення) — операція видалення частини або всього статевого члена . Синонім — ампутація статевого члена.
Пенектомія застосовується в разі травм або важких захворювань статевого члена (при злоякісних пухлинах), а також як складова частина операцій з корекції статі у MtF транссексуалів. Також операція пенектомії поширена при модифікаціях тіла.
Пенектомія може бути проведена на будь-якому рівні та бути частковою, з видаленням тільки частини або повністю головки статевого члена, або тотальною, в разі повного видалення статевого члена, калитки і яєчок. Пенектомія, виконана на будь-якому рівні, є калічить і призводить до часткової або повної втрати функцій статевого члена, таких як ерогенна чутливість головки, здатність до здійснення статевого акту, здатність до сечовипускання в положенні стоячи, здатність до ерекції. З метою корекції процесу сечовипускання виконуються коригувальні операції на зовнішньому отворі уретри. При короткій культі статевого члена після часткової пенектомії може проводитися як корекція отвору уретри на вершині культі статевого члена, так і відкриття нового отвору уретри в промежині. Після часткової пенектомії не виключається статевий потяг і можливість досягнення оргазму, також можливе сім'явиверження і запліднення, в разі тотальної пенектомії з видаленням мошонки і яєчок чоловік стає повністю безплідним.

## Пенектомія при корекції статі
Операція з видалення статевого члена, яка виконується без фемінізуючої вагінопластики, неофіційно називається «нуліфікації»[джерело?]. При цьому створюється порожнє вагінальне заглиблення і новий канал уретри, що дозволяє мочитися в сидячому положенні.
Пенектомія не рекомендується в якості окремої операції в разі, якщо пацієнт надалі планує проводитифемінізуючи вагінопластику, через те, що тканини пеніса використовуються для створення штучної вагіни. Корекція статі в даний час можлива без видалення тканин пеніса, що зберігає здатність людини до оргазму.

## Пенектомія як виконання покарання
Багато років в різних країнах розглядається питання про примусову тотальну пенектомію в якості міри покарання за злочини сексуального характеру. Проте, ніякої достовірної інформації про застосування такого покарання в судовій практиці немає.